# Condado de Guevara

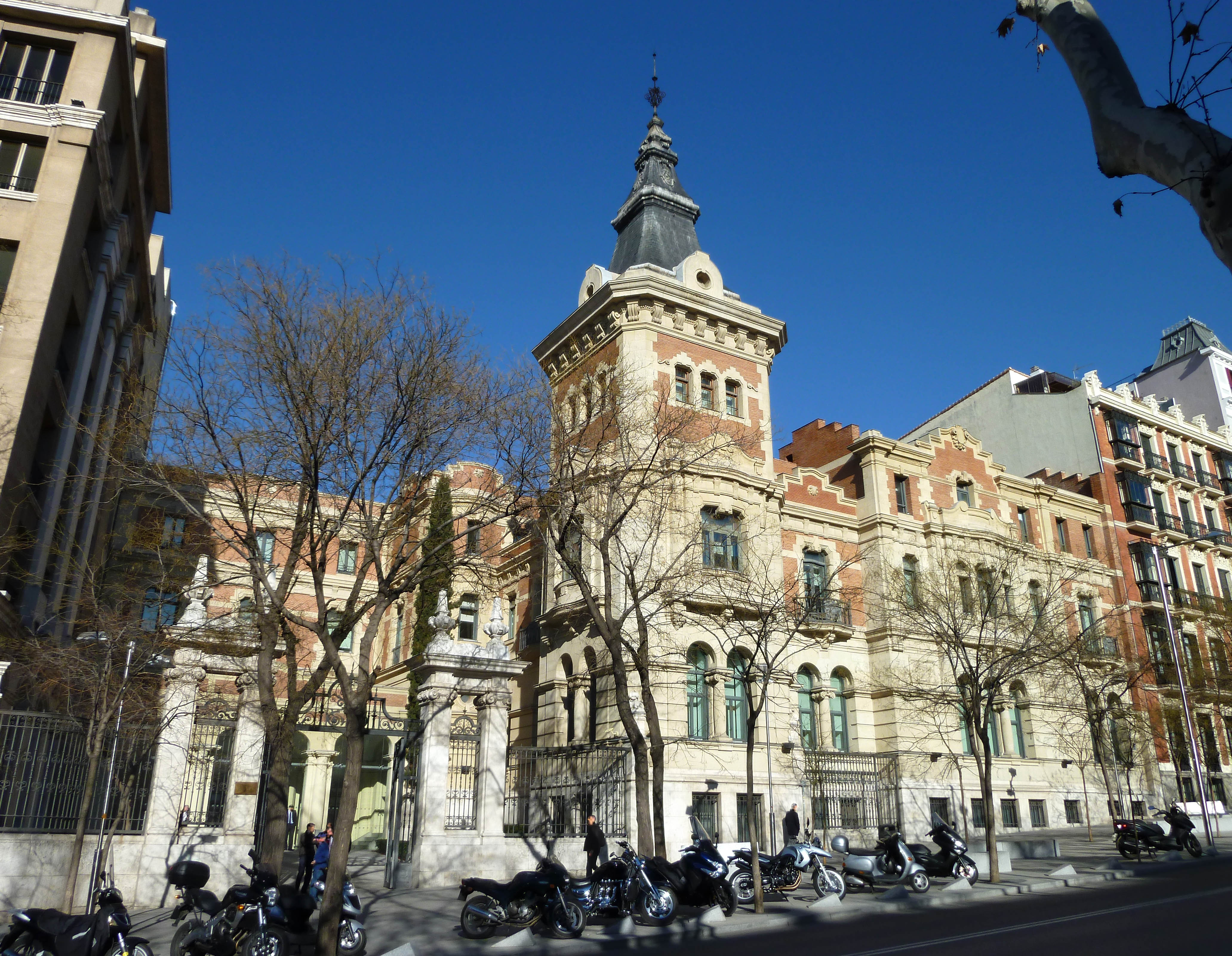
Fachada del Palacio de los Condes de Guevara. Plaza de Santa Bárbara, Madrid.

El condado de Guevara es un título nobiliario español creado el 21 de mayo de 1765 por el rey Carlos III, a favor de Juan José Vélez de Guevara y Arrieta, hijo de José Vélez de Guevara y Medina, con el vizcondado previo de San Joaquín.

## Condes de Guevara
|                         | Titular                                                 | Periodo                 |
| Creación por Carlos III | Creación por Carlos III                                 | Creación por Carlos III |
| ----------------------- | ------------------------------------------------------- | ----------------------- |
| I                       | Juan José Vélez de Guevara y Arrieta                    | 1765-1794               |
| II                      | Rodrigo Vélez de Guevara y Valcárcel                    | ? -1828                 |
| III                     | Francisco Javier Vélez Ladrón de Guevara y Valcárcel    | 1849-1901               |
| IV                      | Rodrigo Vélez-Ladrón de Guevara y Barragán              | 1906-1916               |
| V                       | María de los Dolores Vélez-Ladrón de Guevara y Pimentel | 1916.1918               |
| VI                      | María de los Dolores Español y Vélez-Ladrón de Guevara  | 1929-1964               |
| VII                     | Carlos Espinosa de los Monteros y Español               | 1964-1998               |
| VIII                    | Rodrigo Espinosa de los Monteros y Sanz-Tovar           | 1999-actual titular     |

## Historia de los condes de Guevara
- Juan José Vélez de Guevara y Arrieta (1719-1794), I conde de Guevara. Le sucedió su sobrino biznieto:

- Rodrigo Vélez de Guevara y Valcárcel (1805-1828)), II conde de Guevara. Le sucedió en 1849, su hermano:

- Francisco Javier Vélez Ladrón de Guevara y Valcárcel (1812-1901), III conde de Guevara. Le sucedió en 1906, su hijo:

- Rodrigo Vélez-Ladrón de Guevara y Barragán (1840-1928), IV conde de Guevara. Le sucedió en 1916, su hija:

- María de los Dolores Vélez-Ladrón de Guevara y Pimentel (1882-1918), V condesa de Guevara. Le sucedió en 1929, su hija:

- María de los Dolores Español y Vélez-Ladrón de Guevara (1910-?), VI condesa de Guevara. Le sucedió en 1964, por cesión, su hijo:

- Carlos Espinosa de los Monteros y Español (1938- ?), VII Conde de Guevara, desposeído en 1998. Le sucedió, en 1999, en ejecución de sentencia, el hijo de su hermano Eduardo Espinosa de los Monteros y Español, V duque de Dato, por tanto su sobrino:

- Rodrigo Espinosa de los Monteros y Sanz-Tovar (n. en 1963), VIII conde de Guevara.